# جهانشاه ميرزا
جهانشاه ميرزا كان أميرًا وشاعرًا قاجاريًا في إيران في القرن التاسع عشر. كان ابنًا لفتح علي شاه قاجار (حكم من 1797 إلى 1834) وزوجته مريم خانوم. أصبحت والدته الزوجة الملكية التاسعة والثلاثين لفتح علي شاه قاجار؛ وقيل إنها "ليس لها منافس في الجمال".